# Trumpets
«Trumpets»  es un sencillo de los DJs Sak Noel y Salvi en colaboración con el cantante jamaiquino Sean Paul. La canción fue subida el 25 de abril de 2016 en iTunes. El audio oficial ha sido subido el 13 de marzo de 2016 y el video musical el 14 de abril de 2016.

## Listas

### Semanales
| Lista (2016)                       | Mejor posición |
| ---------------------------------- | -------------- |
| Bélgica (Flandes) (Ultratop 50)    | 40             |
| Bélgica (Valonia) (Ultratop 50)    | 43             |
| Francia (SNEP)                     | 89             |
| Países Bajos (Mega Single Top 100) | 28             |

### Anuales
| Lista (2016)                 | Posición |
| ---------------------------- | -------- |
| Netherlands (Single Top 100) | 92       |